# Skromberga GIF
Skromberga Gymnastik och Idrottsförening är en anrik fotbollsförening som bildades på Skrombergaverken i Ekeby 1922. Skromberga GIF har inte bara haft fotboll och gymnastik på programmet utan även friidrott. Senast man låg högst upp i seriesystemet var 1992 när man spelade i div. 4. År 2009 bytte föreningen namn till Ekeby GIF ,klubben har huserat i lägre divisioner men när klubben fyllde 100år så tog man steget upp till div 5 och en satsning mot div 4 påbörjades.
Skromberga GIF är känt för sin fotbollscup Lilla Skånecupen som startade första gången 1976. Det var under många år den näst största cupen i Skåne. Många lag har spelat denna cup och ingen mindre än Henrik "Henke" Larsson har deltagit som spelare samt prisutdelare.